# Montreal Maroons
O Montreal Maroons foi uma equipe de hóquei sobre o gelo do Canadá. Disputou a NHL entre 1924 e 1938. Disputou 3 Stanley Cups e venceu duas (1926/1935).
Os Maroons protagonizaram a mais longa partida de um playoff na NHL, contra o Detroit Red Wings, em 1936. A partida durou quase 3 horas, e o placar foi 1 a 0 para os Red Wings.
O time foi o último campeão que não fazia parte do Original Six até 1974, quando o Philadelphia Flyers ganhou a Stanley Cup daquele ano.